# Knox City (Missouri)
Knox City è un comune degli Stati Uniti d'America, situato nello Stato del Missouri, nella contea di Knox.